# با وجود همه‌چیز
با وجود همه‌چیز (اسپانیایی: A pesar de todo‎) یک فیلم کمدی اسپانیایی است که در سال ۲۰۱۹ منتشر شد. این فیلم نخستین بار در جشنواره فیلم‌های اسپانیایی مالاگا به‌نمایش درآمد.

## گزیدهٔ بازیگران
- بلانکا سوآرس
- ماکارنا گارسیا
- آمایا سالامانکا
- بلن کوئستا
- ماکسی ایگلسیاس
- خوان دیه‌گو
- امیلیو گوتیه‌رس کابا
- کارلوس باردم
- ترسا رابال
- روسی د پالما
- ماریسا پاردس